# 안테미우스
안테미우스(Procopius Anthemius, ? ~ 472년 7월 11일)는 467년부터 472년까지 통치한 서로마 황제이다.그는 동로마의 테오도시우스 왕조의 마지막 황제였던 마르키아누스의 사위로 레오 1세는 서로마의 황제였던 마요리아누스의 사망 이후 즉위한 리비우스 세베루스를 정식 황제로 인정하지 않았고, 선대황제의 사위였던 안테미우스를 서로마의 황제로 임명하였다. 이어 467년 서로마의 황제로 즉위한 안테미우스는 레오 1세와 함께 협력하여 북아프리카에 자리를 잡고 있던 반달족을 몰아내려 하였으나 당시 지휘관 이었던 레오의 처남 바실리스쿠스가 반달족의 계략에 빠져 대패하였다.이후 서로마 제국의 실력자 리키메르에게 살해된다.